# 贡嘎山

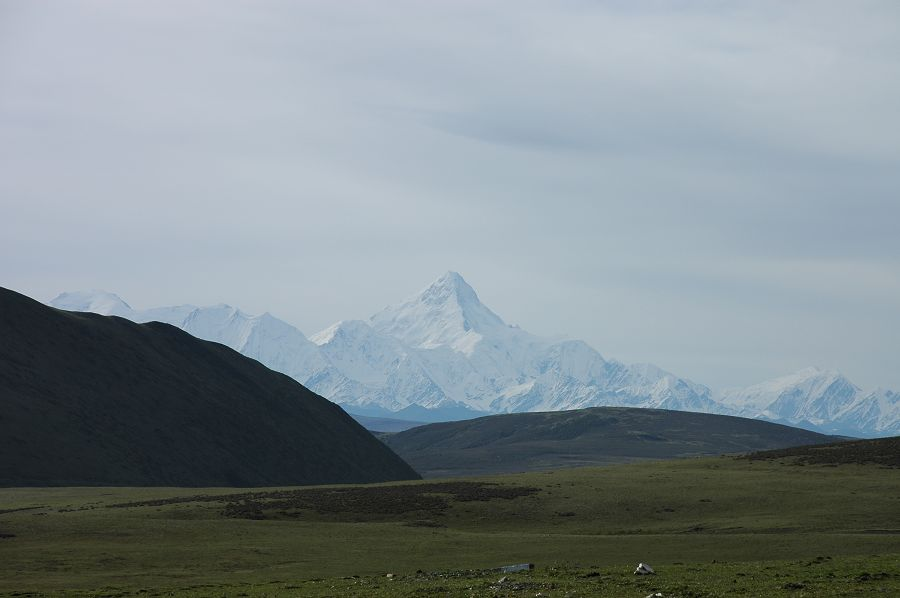
贡嘎山（西坡视角）

贡嘎山（藏語：མི་ཉག་གངས་དཀར་རི་བོ་，康方言拼音方案：Mi'nyâg Gong'ga Riwo）是位于中国四川省甘孜藏族自治州康定市、泸定县及雅安市石棉县之间的一座山。一般认为，贡嘎山指的是一个包含了若干座山峰的山块；狭义上则特指其中的最高峰木雅贡嘎山（或直称贡嘎山，英语：Minya Konka，或汉语拼音：Gongga Shan）。2023年10月，中国自然资源部公布贡嘎山高程数据为7508.9米。

## 位置
贡嘎山坐落在长江的两条一级支流——雅砻江与大渡河之间的大雪山山脉中段，是明显独立于大雪山山脉其他部分的一个山块体。贡嘎山山块在北侧以雅家埂垭口（地质构造上即鲜水河断裂带）为边界与五色海子山块相区隔；西侧以日乌且沟、莫溪沟（旧称布曲谷，Buchü Valley）为边界与玉龙西及九海子山块相区隔；南侧则以田湾河为界与木杠岭山块区隔；东侧以大渡河（旧称铜河）为界，与二郎山（旧称飞越岭）区隔。贡嘎山山块与其他山块界限明确，仅以日乌且垭口（海拔约4900米）与外界高点相连。
贡嘎山山块的主峰是木雅贡嘎峰，为横断山脉第一高峰、四川省第一高峰，亦是中华人民共和国领土范围内除西藏自治区和新疆维吾尔自治区境内山峰之外的最高峰，故而亦被称为“蜀山之王”。此外，贡嘎山也是全球7,000米级山峰中位置最靠东的，在除喜马拉雅山脉和喀喇昆仑山脉以外的山峰中高度排名第三（仅次于兴都库什山的蒂里奇米尔峰和昆仑山的公格尔山）。
在行政区划上，贡嘎山位于四川省甘孜藏族自治州，山峰西麓大部分属州府康定市管辖，东麓大部分属泸定县管辖；南麓小部区域属雅安市石棉县管辖。主峰贡嘎山为康定市与泸定县的界山。贡嘎山附近的居民以藏族、汉族、彝族为主，山脉东麓原住民及聚落多属汉族，西麓原住民则多属藏族；是故在文化民俗上，贡嘎山亦为汉藏文化区的分界线。

## 名称及历史
藏文字གངས（ga-ng-s）意为“冰川、冰或雪”，དཀར（d-ka-r）意为“白色”；གངས་དཀར（汉语音译：贡嘎）意即白色的雪峰；此为藏语言区对于积雪山峰的常见称谓，如甘孜州稻城县的贡嘎岭（或称念青贡嘎日松贡布）。而其前缀མི་ཉག（Mi nya-g）为这座雪山的特称，意指“木雅的雪山”，其中木雅指的是居住在贡嘎山西北部、使用木雅语的木雅藏族。
清朝中期至末期，中国政府已有对贡嘎山脉的认知；《大清一统志》、乾隆《雅州府志》均载打箭炉（康定）以南有“大雪山”，即今大雪山山脉一名的来源；另录有“什丹河”（部分文献中亦见“什月河”），所指即今田湾河。

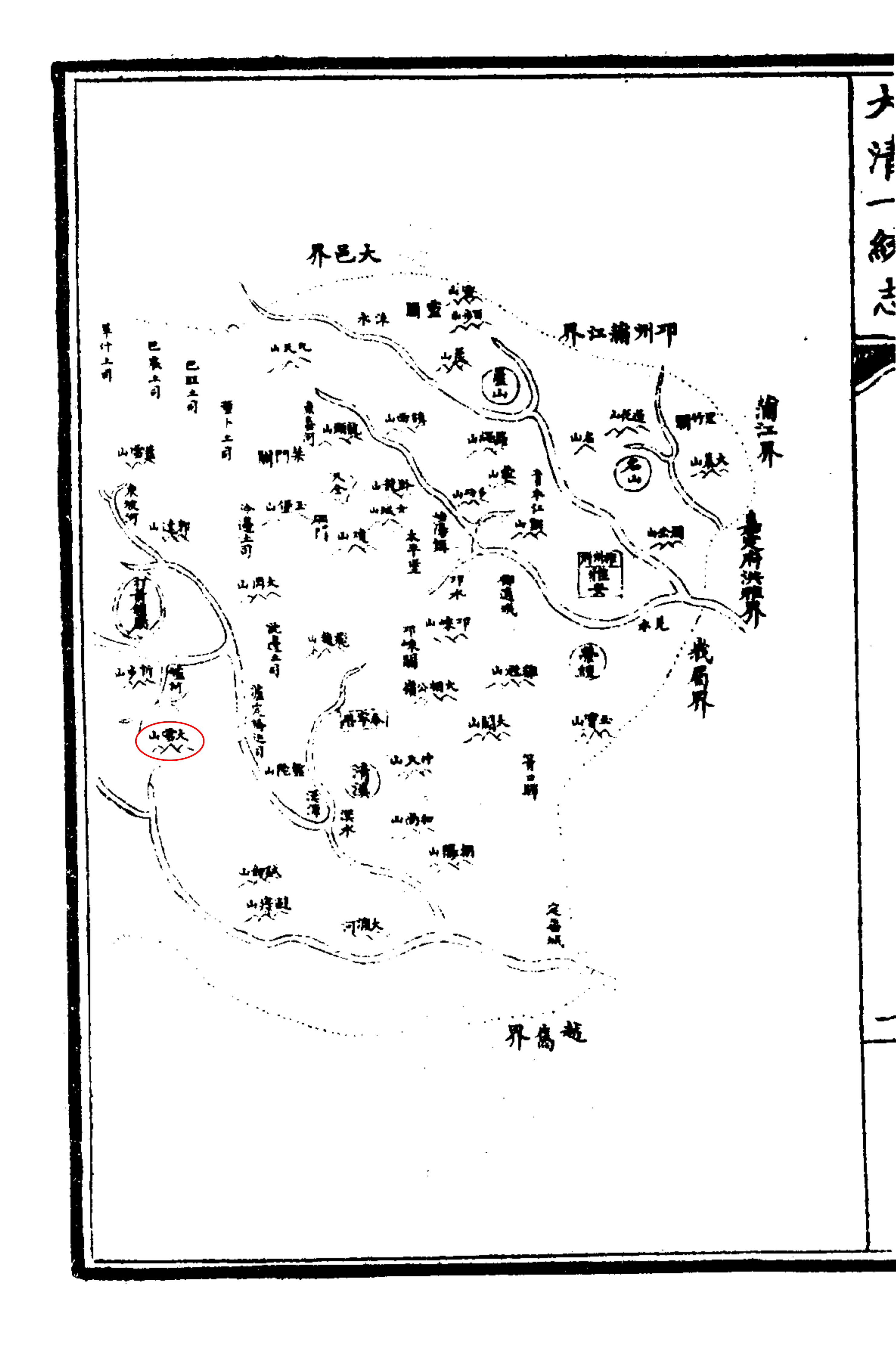
大清一统志 · 雅州府图（右半页）

此外，次级地理实体未分。1877年，在奥匈帝国地质学家贝拉·塞切尼资助下，其远东探险队自折多山往新都桥方向探险，于营官寨方向见此山，首次在西文文献上记录此山名——Bokunka；其随行地图学家劳策（Lóczy）首次测量贡嘎山（木雅贡嘎峰）海拔高度，测得7600米。1900年（光绪二十六年）四川省成都市涤雪斋绘制出版《四川省府厅州县图》，上载有此山，记录其名为“木雅噶”，或为汉语文献上对主峰木雅贡嘎的首次记载；1906年（光绪三十二年）印行《西康越巂厅志》（越巂即今四川省凉山彝族自治州越西县）载什月河“发源锅盖山，西北流，绕木堆、鸡窝、茅坪、草科、大坭口、田湾场”，其中“锅盖山”即应指贡嘎山，而“西北流”则可能指向汉语文献对主峰西坡沟谷及冰川的最早认知和记载。20世纪初，康定新西兰籍传教士叶长青（或称爱德嘉，James Huston Edgar）以西文记录此山名为Bo Gang-ka。1929年，约瑟夫·洛克以藏文及西文记录此山名为Minya Konka（藏学家任乃强于其后汉译过程中译为“明雅贡噶”或“木雅贡噶”）。1930年，广州国立中山大学教授阿诺德·海姆（Arnold Heim）在国民政府资助支持下开展研究，记录此山德文拼写方式为Minya Gongkar，其著作较大促进了中华民国政府官方及世界各国关注者对贡嘎山的认知。1932年，美国籍四名成员组成的“西康探险队（Sikong Expedition）”考证和记录山名的藏语拼写为མེ་ཉག་གངས་དཀར（英文音译：Minyag Gangs d'Kar），并首登此山。1934年，藏学家任乃强搜集西康省地名，于《西康图经·地文篇》中录山名为“木雅贡噶”。
根据《康定县志》，中华人民共和国成立初期时地方政府已简称此山为“贡嘎山”。1957年，中华全国总工会登山队攀登木雅贡嘎峰，其时官方已将主峰木雅贡嘎的标准汉语山名确定为“贡嘎山”；此标准名称随后沿用至今。此外在1985年前后，康定县地名标准化工作组曾定西文名为“Gong-ga Ri”，但未给出有力依据，也未产生较大影响。

## 地貌
整个贡嘎山山块包含了若干座拥有永久积雪的极高山峰及其山体和冰川，具体所包含的山峰数量既取决于所采取的山峰识别标准、也取决于约定俗成的因素。在比例尺为1:100000的第一代国家基本比例尺地形图上，贡嘎山区域共标注有30个高于6000米的高程点，以及100个高程值在5000米至6000米之间的高程点；另有141个高程点标高介于4000米与5000米之间。一般认为，贡嘎山块中至少有十几座海拔6000米以上的角峰。这些角峰之间以刃脊连接，冰川发育广泛且活跃。1930年，海姆（Arnold Heim）等人对贡嘎山块及其邻近地区的地形与冰川进行了第一次考察和测量，由此首次形成了这一地区比较完整的测绘资料框架。贡嘎山块上较早为人所知的山峰共有13座，自北到南分别是山块北部的小贡嘎峰（旧称：奇布龙吉贡嘎，或石笋山）、嘉子峰（又称：嘉子贡嘎）、日乌且峰（又称：日乌且贡嘎，英文：Mt. Grosvenor，汉译为格洛斯温勒峰或格罗夫纳峰）、勒多漫因峰（旧称：雷多马因梭罗雪山），中部的贡嘎山（又称：木雅贡嘎）、达多漫因峰、郎格漫因峰、那玛峰（旧称：诺去玛，或诺其玛），东部的爱德嘉峰、中山峰（旧称：孙中山峰），南部的年波贡嘎峰（又称：娘波贡嘎）、戴山（旧称：戴季陶山，又称：金银山）、朱山（朱家骅山，其南部山体及卫峰群又称三连峰、神鹰峰）。其中，贡嘎山或木雅贡嘎为山块的主峰，也是整个横断山脉的最高峰；其突起度根据中华人民共和国国家标准地形图为准计算为：3,642米，关键坳（key Col）为甘孜藏族自治州道孚县八美镇境内的疙瘩梁子垭口（海拔3,914米）。贡嘎山拥有十分突出的高度，与同山块的次高峰中山峰间的高差达到629米（根据中国国家基本地形图高差为670米），而与最近的更高山峰（南迦巴瓦峰）之间的距离也长达660千米，这使得贡嘎山在地形上极为突出醒目，其可见范围在天气晴好时能够达到数百千米，其中包括成都市；在民航飞行航线上观察则可于更远处见到，如西昌青山机场、攀枝花保安营机场上空航路。
贡嘎山山块另有一说包含北侧的五色海子山块，二者的边界为自康定县老榆林乡经雅家埂雪门坎垭口（又称雅加埂，Ya-tsia-ken Pass），而后沿雅家埂河（又称磨西河、泸河）至汇入大渡河河口处（即地质构造上的鲜水河断裂带或称康定-磨西活动断裂带）。此界线北侧即为这一相对独立于贡嘎山山块的小山块，它是位于贡嘎山域东北部、与主山域相邻的一片高峰密集区，拥有若干座海拔5500米以上的、永久积雪山峰，其主峰为田海子山（旧称拉莫蛇山，Lamo-she），中国国家基本地形图海拔标高6070米，其关键坳为雪门坎3948米（突起度2122米）。五色海子山块在西、北、东三面则分别被榆林河、康定河、大渡河与外界深度切割。在山脉走向上，五色海子山域受到两条主要断裂的塑造，拥有两条近乎相切的明显山脊线：一条是西侧自北向南、随后拐向南西的“J”形山脊，它串联起了8座山峰；而另一条是东南侧的“C”形山脊，其上的主要山峰即为主峰田海子山。这一山域传统上共可明确识别出9座山峰；其中前述8座山峰呈南北一字排列、于西坡可见；而主峰田海子山独自隐藏于东侧，在西侧不可见，必须在雅家埂垭口或以东的位置才能清晰分辨。

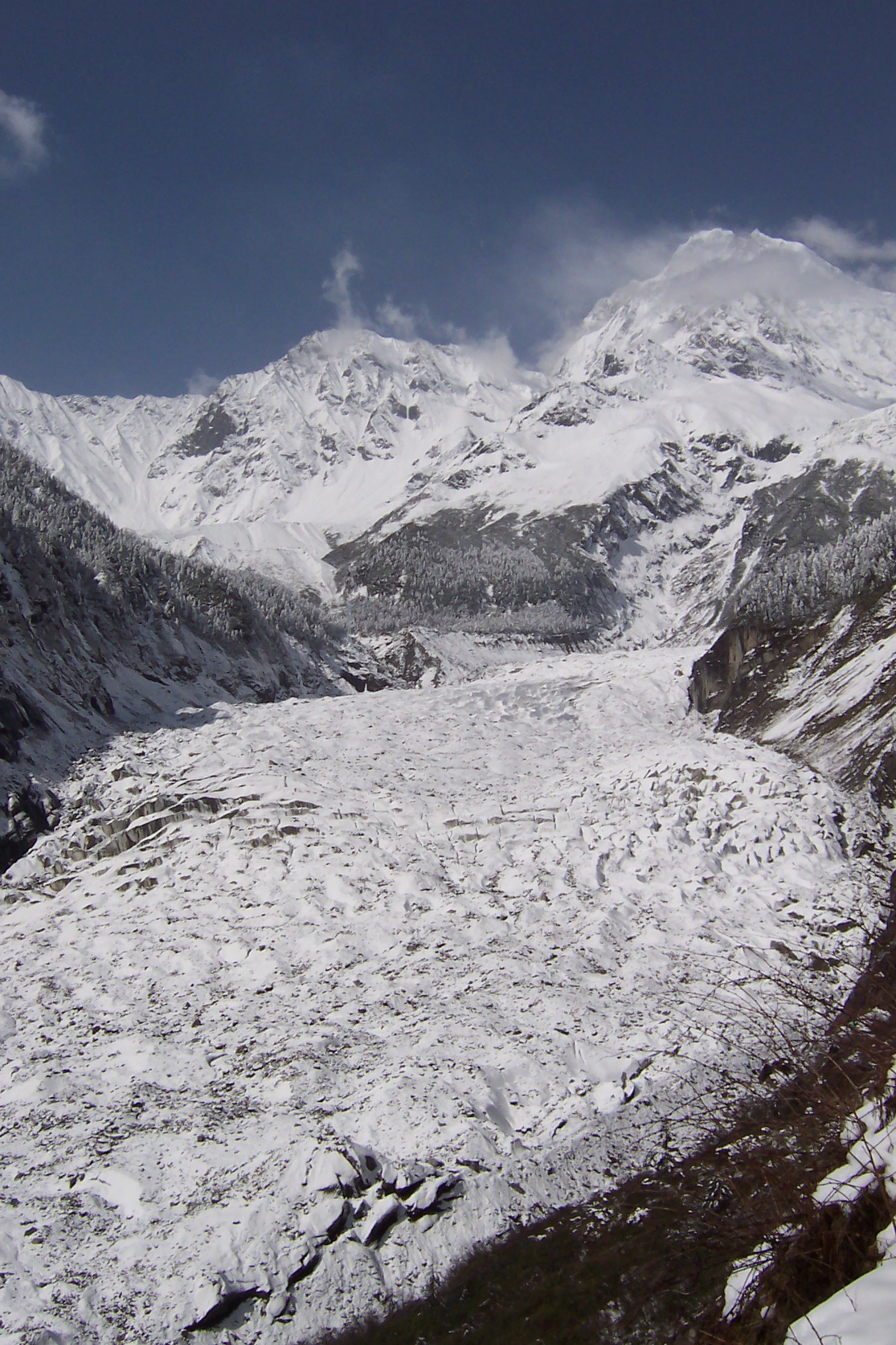
海螺沟冰川，右上最高即为戴山

贡嘎山东麓的沟谷较西麓发育更为完全。其中旅游开发较为完善的是海螺沟和燕子沟；但实际上，东麓也有许多其他较大的沟谷：自北向南是，南门关沟、燕子沟、海螺沟、大沟（又名湾东沟）等，其间还夹杂和分支了许多规模较小的沟，如小南门关沟、小沟等。此外，贡嘎山的西南麓还有贡嘎沟、巴王沟、子干沟、喇嘛沟等。而贡嘎山西北麓的沟谷则不发达，即使有也并不深长（由于这一侧处于木雅藏族文化区，故沟谷多称ལུང་པ（l-ung ba），音译即“隆巴”或“龙巴”）。这使得贡嘎山山块的整体结构表现为一条坐落在西侧、向西凸出弧度而往南北延伸的山脉，同时向东伸出若干条支脉。
自1932年贡嘎山被首次登顶以来，贡嘎山山块中有更多的雪山被识别出来。日本山岳会的中村保（Tamotsu Nakamura）自二十世纪末起逐渐记录过一些新山峰，如中部的多戈隆巴峰与北部的鹊巴峰；而随着中国科学院两次系统科学考察和海螺沟景区的建立，又划分出了山块南部如金银山、龙山、三连峰这样的山峰。二十世纪末以来的登山者也主动创造过一些山峰名称。但需要注意的是，不同的山峰识别方案之间并不完全互补与整合，其间存在不少重叠和矛盾。

## 生态环境
贡嘎山地区是现代冰川较完整的地区。区内有大型的冰川五条（海螺沟冰川、燕子沟冰川、磨子沟冰川、贡巴冰川、巴王沟冰川），其中的海螺沟冰川最低处海拔仅2,850米，其冰瀑布高1,080米，宽1,100米，为中国已发现的最大冰瀑布。
从贡嘎山南坡大渡河河谷至主峰顶水平距离29公里，而相对高差6,400米，因而造就了生物、气候分布的多样性和垂直变化，形成了带谱完整，层次鲜明，世界罕有的生态景观。
以贡嘎山为中心的贡嘎山风景名胜区是目前中国面积最大、环境容量最大的风景区，景区总面积10,000余平方公里，包括海螺沟、燕子沟、木格措、塔公草原、伍须海等景区。

## 探险考察活动
| 年   | 国家          | 考察者/队伍名称                                                        | 路线                              | 目的                     | 成就       |
| ---- | ------------- | ---------------------------------------------------------------------- | --------------------------------- | ------------------------ | ---------- |
| 1877 | 英国          | 威廉·吉尔（William Gill）                                              | 打箭炉（康定）－折多山            | 旅行                     | 侦察       |
| 1879 | 匈牙利        | 贝拉-塞切尼伯爵（Count Bela-Szechenyi）等                              | 打箭炉（康定）－折多山            | 探险                     | 侦察、测高 |
| 1890 | 英国          | 安特韋普·埃德加·普拉特                                                 | 磨西面（磨西）－五色海子山        | 植物学考察               | 侦察       |
| 1911 | 英国          | 弗雷德里克·马士曼·贝里                                                 | 打箭炉（康定）－玉龙工（老榆林）  | 动植物学考察             | 侦察       |
| 1921 | 英国          | 喬治·佩雷拉                                                            | 打箭炉（康定）－折多山            | 旅行                     | 侦察       |
| 1928 | 美国          | 威廉·凯利-罗斯福亚洲探险队（William Kelly-Roosevelt Asian Expedition） |                                   | 动物考察                 | 测高       |
| 1929 | 美国          | 約瑟夫·洛克                                                            | 丽江-子梅（次梅）－打箭炉（康定） | 植物考察                 | 测高       |
| 1930 | 中華民國 瑞士 | 国立中山大学川边调查团                                                 | 环贡嘎山                          | 地貌考察                 | 测高、攀登 |
| 1932 | 美国          | 西康探险队（Sikong Expedition）                                        | 打箭炉（康定）－子梅（次梅）      | 地貌考察                 | 测高、攀登 |
| 1937 | 中華民國      | 庄学本、鲁色尔与郭喇嘛                                                 | 打箭炉（康定）－子梅（次梅）      | 摄影与民俗考察           | 拍摄       |
| 1957 | 中国          | 中华全国总工会登山队                                                   | 贡嘎沟                            | 气象与冰川考察           | 攀登、拍摄 |
| 1982 | 中国          | 中国科学院青藏高原综合科学考察队                                       | 环贡嘎山                          | 冰川、生态与地貌综合考察 | 测高、拍摄 |

## 攀登历史
| 年   | 国籍          | 队伍名称                   | 攀登者（登顶者以粗体表示，登顶后遇难者以粗体及下划线表示） | 路线         | 到达高点   | 登顶人数 | 事故         | 遇难 |
| ---- | ------------- | -------------------------- | --- | ------------ | ---------- | -------- | ------------ | ---- |
| 1930 | 中華民國 瑞士 | 国立中山大学川边调查团     | 愛德華·英霍夫、阿諾德·海姆（Arnold Heim）、李承三、徐瑞麟、李贻才、古力齐、古振今、魏大鸣、P·納布茲（P. Nabholz） | 西坡         | 5200m      |          |              |      |
| 1932 | 美国 中華民國 | 西康探險隊                 | 理查德·伯德索爾（Richard Burdsall）、亞瑟·B·埃蒙斯（Arthur B. Emmons）、特里斯·摩爾、楊帝澤 | 西北脊       | 登顶       | 2        | 冻伤         |      |
| 1957 | 中国          | 中华全国总工会登山队       | 史占春、师秀、刘连满、刘大义、彭仲穆、国德存 | 西北脊       | 登顶       | 6        | 雪崩及滑坠   | 4    |
| 1980 | 美国          | 山地旅遊                   | 瑞克·里奇威、伊馮·喬伊納德、哈利·弗里什曼（Harry Frishman）、金·施米茨（Kim Schmitz）、傑克·特納（Jack Turner） | 西北脊       | 5700m      |          | 雪崩         | 1    |
| 1980 | 美国          | 美國阿爾卑斯山俱樂部       | 安德魯·C·哈佛（Andrew C. Harvard）、蘭斯·歐文斯（Lance Owens）、亨利·巴伯、蓋瑞·博卡德（Gary Bocarde）、路易·賴卡特、傑德·威廉森（Jed Williamson） | 西南脊       | 6400m      |          |              |      |
| 1981 | 日本          | 北海道山岳联盟登山队       | 川越昭夫、金子春雄、中道孝則、奈良憲司、渡邊鐵男、沼崎勝洋、梅澤俊、淺利欣吉、森美枝子、神原正紀、中嶋正博、藤原裕二、浦光夫、佐佐木茂、小田島、小野寺忠一、島田昌明、森永浩、仙北屋正明、小川進、高場健司、木村孝、工藤典美、阿部幹雄、小川直人                                                                                          | 东北脊       | 7450m      |          | 滑坠         | 8    |
| 1981 | 瑞士          | 蘇黎世阿爾卑斯山學術俱樂部 | 羅曼·布特利埃（Roman Boutellier）、J·霍赫斯特拉瑟（J. Hochstrasser）、G·杜倫伯格（G. Dürrenberger）、G·弗爾格（G. Furger）、F·郝福林格（F. Häflinger）、R·斯波里（R. Spoerry）、G·斯蒂格（G. Styger）、F·穆勒（F. Müller）、G·貝尼索維奇（G. Benisowitsch）、M·赫斯特（M. Hurst）                                                         | 改攀中山峰   | （中山峰） |          |              |      |
| 1982 | 日本          | 市川山岳会登山队           | 齊藤英明、武田良雄、松田宏也、菅原信、鈴木茂、廣井順子、栗原和恵 | 东北脊       | 6800m      |          | 雪崩及高山病 | 1/2  |
| 1982 | 瑞士          | 瑞士阿爾卑斯山俱樂部       | 埃爾文·赫倫（Erwin Herren）、魯迪·阿爾德（Ruedi Alder）、吉多·布曼（Guido Bumann）、克勞斯·科斯特（Claus Coester）、安德烈亞斯·埃施曼（Andreas Eschmann）、喬治·赫倫（Georges Herren）、托馬斯·赫斯（Thomas Hess）、庫爾特·韋伯（Kurt Weibel）                                                                                            | 东坡转西北脊 | 登顶       | 3        | 滑坠         | 1    |
| 1982 | 美国          |                            | 達納·科菲德（Dana Coffield）、道格拉斯·A·凱利（Douglas A. Kelley） | 西北脊       | 登顶       | 2        |              |      |
| 1982 | 加拿大        |                            | 羅傑·格里菲斯（Roger Griffiths） | 西北脊       | 5500m      |          | 雪崩         |      |
| 1984 | 德国          |                            | 格哈德·施馬茨（Gerhard Schmatz）、海因茨·澤姆布什（Heinz Zembsch）、漢斯·恩格爾（Hans Engl） | 西北脊       | 登顶       | 3        |              |      |
| 1990 | 日本          | 北海道山岳联盟登山队       | 川越昭夫、山本健司、松田幸一、富山昇 | 西北脊       | 6540m      |          |              |      |
| 1991 | 日本          | 日本喜马拉雅协会登山队     | 山森欣一、松館正義、伊藤清春、森谷雅春、松田靖彦、中川裕、居川康祐、河内正樹、林雅樹、千葉真嗣、高見清十、川上豪 | 东北脊       | 6400m      |          |              |      |
| 1994 | 日本          | 日本喜马拉雅协会登山队     | 山森欣一、渡邊齊、福澤卓也、高田幸子、渡邊靖之、鈴木洋介、工藤潤二 | 东北脊       | 6050m      |          | 雪崩         | 4    |
| 1997 | 日本          | 札幌山岳会登山队           | 芳賀正志、佐佐木孝雄、川越昭夫、橫山英雄、長原孝友、吉田理恵子、萩原豊 | 东坡转西北脊 | 登顶       | 2        |              |      |
| 1998 |               | 木浦大学山岳会登山队       | 金载明、吴从洛、尹重铉、林灿秀 | 东北脊       | 登顶       | 3        | 雪崩及滑坠   | 1    |
| 2001 | 德国          |                            | 克勞迪亞·鮑姆勒（Claudia Baumler）、哈特穆特·比勒菲爾特（Hartmut Bielefeldt）、斯蒂芬（Steffen）、Heiko、詹斯（Jens）、德克（Dirk） | 西北脊       | 6400m      |          |              |      |
| 2002 | 法國 挪威     | 高山軍事小組               | 安托萬·德·喬登斯（Antoine de Choudens）、托馬斯·福肖爾（Thomas Faucheur）、菲利普·雷納德（Philippe Renard）、勞倫特·米斯頓（Laurent Miston）、勞倫特·卡里爾（Laurent Carrier）、弗朗索瓦·薩瓦里（François Savary）、格雷戈里·穆法特-喬利（Grégory Muffat-Joly）、伊曼紐爾·佩利西耶（Emmanuel Pellissier）、傑羅姆·布萊斯（Jérôme Blaise） | 西北脊       | 登顶       | 1        | 高山病       |      |
| 2016 | 捷克          | 木雅貢嘎1.0                | 帕維爾·科里內克（Pavel Kořínek）、萊奧什·胡斯塔克（Leoš Husták） |              |            |          |              |      |
| 2016 | 中国          | 自由之巅攀登队             | 李宗利、迪力夏提、童海军 | 东北脊       | 6700m      |          |              |      |
| 2017 | 捷克          | 木雅貢嘎2.0                | 帕維爾·科里內克（Pavel Kořínek）、萊奧什·胡斯塔克（Leoš Husták） | 西北脊       | 登顶       | 1        |              |      |
| 2017 | 中国          | 岩羊探险                   | 罗日格西、彭初、斯达尔甲、斯东巴 | 西北脊       | 6394m      |          |              |      |
| 2018 | 中国          | 自由之巅攀登队             | 李宗利、童海军 | 东北脊       | 登顶       | 2        |              |      |
| 2018 | 英国          | 英國木雅貢嘎山探險隊2018   | 尼克·布洛克（Nick Bullock）、保羅·拉姆斯登（Paul Ramsden） | 南壁         | 5800m      |          | 流雪         |      |
| 2019 | 中国          | 黑吉辽登山队               | 王学峰、张宝龙、逯海川 | 西北脊       | 5600m      |          | 滑坠         |      |
| 2024 | 中国          |                            | 陈楚俊、王永鹏、童海军 | 东北脊       | 登顶       | 3        |              |      |
| 总计 |               |                            | |              | 10         | 25       |              | 20/1 |

## 山峰列表
| 编号   | 中文名称                                       | 西文名称                                                                   | 高度                    | 未登峰 | 登顶次数                       | 登顶人数 | 首登                  | 山峰照片/备注                                                                  |
| ------ | ---------------------------------------------- | -------------------------------------------------------------------------- | ----------------------- | ------ | ------------------------------ | -------- | --------------------- | ------------------------------------------------------------------------------ |
| I      | 贡嘎山 木雅贡嘎 木雅贡噶 大雪山 明雅贡噶岭雪山 | Minya Konka Gongga Shan Mt. Gongga Mt. Konka Mt. Koonka Bo Kunka Gongga Ri | 7,514.96m 7,556m 7,590m |        | 11                             | 28       | 1932年10月28日        | 主峰（西坡视角）                                                               |
| I.1    | 骆驼背                                         | the Hump                                                                   | 6,390m                  |        | -                              | -        | 1932                  | 骆驼背峰是主峰西北山脊上的小突起，攀登主峰的传统路线从此卫峰顶经过             |
| I.2    | 6418峰                                         | Pk. 6418 Peak 111                                                          | 6,309.0m 6,418m         | 存疑   |                                |          | 1980                  | 主峰西南山脊上的小突起                                                         |
| I.3    | 龙山                                           | Long Shan                                                                  | 6,688m 6,684m           | 是     |                                |          |                       | 龙山西壁                                                                       |
| I.4    | 6672峰                                         | Pk. 6672                                                                   | 6,672m                  | 是     |                                |          |                       | 主峰与龙山之间的小突起，南侧与龙山相邻                                         |
| II     | 中山峰 孙中山峰                                | Mt. Sun Yat-sen Mt. Zhong Shan Zhongshan Feng                              | 6,885m 6,886m           |        | 多次（2019年起开发商业登山）   | 多人     | 1981年6月4日          | 东壁                                                                           |
| II.1   | 贡子峰 中山南卫峰                              | Pk. 6652 Sun Yat-sen Süd                                                   | 6,735m 6,652m           |        | 1                              | 2        | 1981 瑞士             | 主峰与中山峰之间，磨子沟冰川尽头西北侧                                         |
| III    | 爱德嘉峰                                       | Mt. Edgar E-Konka                                                          | 6,618m                  |        | 5                              | 11       | 2001                  |                                                                                |
| IV     | 嘉子峰 嘉子贡嘎                                | Djaze Konka Djazi Feng Riuchi Konka(误) Ru-dshe Konka(误) Rutshe Konka(误) | 6,540m                  |        | 3                              | 7        | 1982年11月17日        | 嘉子峰西壁                                                                     |
| V      | 戴山 金银山 戴季陶山 太山（误）                | Mt. Tai [Chi-tao] Jinyin Shan                                              | 6,410m                  |        | 多次（2018年起开发商业登山）   | 多人     | 1981年5月20日 瑞士    | 戴山（或金银山）东壁                                                           |
| VI     | 日乌且峰                                       | Riuchi Konka Ru-dshe Konka Rutshe Konka Mt. Grosvenor Mt. Riwuqie          | 6,376m                  |        | 6                              | 13       | 2003年11月4日         | 日乌且峰西壁及中央雪槽                                                         |
| VII    | 朱山 三连山 三连峰                             | Mt. Chu [Chia-hua] Mt. Sanlian Sanlian N                                   | 6,483m 6,468m           | 是     |                                |          |                       | 三连南峰至龙山间若干突起合称，拥有南北二峰（VII、VII.3），其中北峰最高，为主峰 |
| VII.1  | 三连南峰                                       | Sanlian-South Sanlian-Southeast                                            | 6,250m                  |        | 1                              | 3        | 2015 波蘭             | 三连峰东壁                                                                     |
| VII.2  | 三连中央峰                                     | Sanlian-Central                                                            | 6,335m 6,350m           | 是     |                                |          |                       |                                                                                |
| VII.3  | 三连北峰                                       | Sanlian-North                                                              | 6,361m 6,368m           | 是     |                                |          |                       |                                                                                |
| VII.4  | 6460峰                                         | Pk. 6460                                                                   | 6,466m 6,460m           |        | 2                              | 4        | 2014 英国 巴西        | 朱山与龙山之间，朱山西侧卫峰                                                   |
| VIII   | 达多曼因峰                                     | Daddomain                                                                  | 6,380m                  |        | 2                              | 5        | 2004年10月29日 新西兰 |                                                                                |
| VIII.1 | 多戈隆巴峰                                     | Dogonomba Peak 46                                                          | 5,960m                  |        | 2                              | 3        | 2008 美国             | 达多曼因与勒多曼因之间，与勒多曼因相邻                                         |
| VIII.2 | 色曲隆巴峰                                     | Sequinomba Peak 53                                                         | 5,962m                  | 是     |                                |          |                       | 达多曼因峰与勒多曼因峰之间，与达多曼因峰相邻                                   |
| IX     | 郎格曼因峰                                     | Longemain                                                                  | 6,289.7m 6,294m         |        | 多次（2022年起开发商业登山）   | 多人     | 2004年10月20日 新西兰 |                                                                                |
| X      | 年波贡嘎峰 娘波贡嘎峰                          | Nyambo-Konka                                                               | 6,098m 6,114m           |        | 3                              | 7        | 2015年10月28日        |                                                                                |
| X.1    | 6124峰                                         | Pk.6124                                                                    | 6,132m 6,124m           |        | 1                              | 3        | 2015 英国 美国 巴西   | 贡嘎山西南侧的6124米峰                                                         |
| XI     | 勒多曼因峰                                     | Reddomain                                                                  | 6,112m                  |        | 多次（约2018年起开发商业登山） | 多人     | 1999年10月5日 日本    | 勒多曼因峰北壁及西脊                                                           |
| XII    | 小贡嘎 奇布龙贡嘎 奇布龙吉贡嘎 荣誉贡嘎 石笋山 | Chiburongi Konka Little Konka C-Konka                                      | 5,928m                  |        | 多次（2020年起开发商业登山）   | 多人     | 1981年4月16日 英国    | 小贡嘎峰西南壁                                                                 |
| XIII   | 那玛峰 洛奇玛峰 诺去玛峰                       | Nöchma (德语) Peak Nochma                                                  | 5,575.2m 5,588m         |        | 多次（约2005年起开发商业登山） | 多人     | 1982年10月8日 美国    |                                                                                |
| XIII.1 | 贡巴峰                                         | Gompa Gomba                                                                | 5,604.4m 5,614m         |        | 多次（2023年起开发商业登山）   | 多人     | 1982 美国             |                                                                                |

## 事故
贡嘎山域是高水平现代登山活动集中的地区。自1932年登山运动首次进入贡嘎山域以来，时有与登山或徒步活动相关的事故发生。
1932年，首次攀登贡嘎山主峰的西康探险队中，攀登者埃蒙斯因冻伤而截肢，是贡嘎山域首个因登山活动而发生的事故。
1957年，第二次攀登贡嘎山主峰的中华全国总工会登山队中，气象学者丁行友因雪崩罹难；第二次登顶后下撤过程中，师秀、国德存、彭仲穆滑坠遇难。
1979年底开始，中华人民共和国向全球攀登者开放贡嘎山域的登山注册；随后数支日本队在主峰东北山脊多次发生滑坠事故，12名日本登山者先后死亡。其中松田宏侥幸逃生，被当地彝族采药人发现得救，成为著名的救援案例。
1980年10月13日，美国Mountain Travel队在向主峰西北山脊攀登时遭遇雪崩，Jonathan Wright坠落时颈部受伤，不久死亡。
1982年5月25日，德国登山队中的Andreas Eschmann在主峰西北山脊下撤途中踩塌雪檐，向北壁侧滑坠遇难。
1998年11月14日，韩国全南联盟登山队的吴从洛在登顶后的下撤过程中向北壁侧滑坠遇难。
2009年5月20日，美国组合Jonny Copp、Micah Dash和Wade Johnson三人在攀登爱德嘉峰时，在C1营地附近遭遇从山顶附近开始坠落的雪崩，被掩埋而遇难。是为著名的爱德嘉峰山难。
2018年，中国攀登者刘兴在攀登北部的日乌且峰过程中，在登顶下撤时不幸遇难。
2020年10月5日，一支中国攀登队伍在攀登北部的勒多曼因峰后下撤时，队长刘军因体力不支，滑坠遇难。
2021年10月6日左右，戴山的子干沟一侧线路上有一中国籍男性登山者因体力不支等原因，在发生滑坠后失去生命体征。
除登山活动外，因环贡嘎穿越是中国境内著名的徒步路线，故与徒步活动相关的事故亦时常发生。环贡嘎徒步路线的起止点一般为四川省甘孜藏族自治州康定市的老榆林村和四川省雅安市石棉县的草科藏族乡；线路总长度在90公里左右，一般情况下完成需要4天左右的时间。环贡嘎徒步路线较为明确、各路段并不十分危险，但前期路段海拔提升较快，因此造成伤亡的事故原因集中于高山病。徒步者常因独自行动、因肺水肿或脑水肿导致昏迷或身体失能，无法被及时发现而在睡眠过程中死亡。此类事故多发生在日乌且垭口附近的营地，如上日乌且营地，且几乎在每年的徒步季节都有发生。典型案例如：
2018年1月，有廣州籍驢友試圖徒步穿越貢嘎山時因高原反應引起肺水腫而在帳篷中去世。
除上述户外活动外，贡嘎山自然保护区亦是优美自然风光集中的地区之一。在吸引不少游客前来观光的同时，也偶有观光游览相关的事故发生。需要注意的是，此类事件大多与不具备相关知识技能的游客离开安全区域有关，已开发地区的安全系数实际很高；故此类事件实际具有一定的偶然性。
2019年8月2日，一名湖北籍男童在海螺沟景区四号营地游览时失踪。救援人员至今未能寻获其下落。
2021年5月22日，广东籍游客惠某在田海子山附近独自游览和进行风光摄影时，不幸遭遇雪崩罹难。

## 相关资料
一、早期探险史（1949年前）
1.早期资料（1928年前）
- Pratt, A. E., To the Snows of Tibet, London: Longmans, Green and Co., 1892
- Béla Széchenyi, Die wissenschaltlichen ergebnisse der reise des grafen Béla Széchenyi in Ostasien 1877-1880, Wien, 1893
- Wilson, Ernest Henry, A Naturalist in Western China, New York: Doubleday, Page & Co., 1914
- [英]E. H. 威尔逊：《中国：园林之母》，胡启明译，广东科技出版社，2015年
- [英]孔贝：《藏人言藏：孔贝康藏闻见录》，邓小咏译，成都、北京：四川民族出版社、中国社会科学出版社，2002年

2.1928年-1929年
（1）洛克（Joseph Francis Charles Rock，1884-1962）
- [美]斯蒂芬妮·萨顿：《苦行孤旅：约瑟夫·洛克传》，李若虹译，北京：商务印书馆，2013年
- 约瑟佛·诺克：《雄伟壮丽之明雅贡噶山（自美国国民地学杂志撮译）》，李伯谐译、任筱庄校，《边政》，1931年，第159-183页
- 约瑟夫·洛克部分书信、笔记、手稿，哈佛大学阿诺德植物园、美国史密森尼学会藏。网址：https://sova.si.edu/以及https://www.arboretum.harvard.edu/%5B%5D
- Rock, Joseph F., the Glories of Minya Konka, National Geographic Magazine, 1930.10
- Joseph F. Rock, Seeking the Mountains of Mystery, National Geographic Magazine, 1930.2
- Joseph F. C. Rock, The Ancient Na-Khi Kingdom of Southwest China, Harvard-Yenching Institute Monograph Series Volume VIII, Cambridge, Massachusetts, Harvard University Press, 1947

（2）斯蒂文斯（Herbert Stevens，1877-1964）
- [英]赫伯特·斯蒂文斯：《经深峡幽谷走进康藏》，王启龙译，北京：四川民族出版社，2002年
- Stevens, Herbert, Sketches of the Tatsienlu Peaks, The Geographical Journal, Vol. 75, No. 4 (Apr., 1930), pp. 353-356

（3）罗斯福亚洲探险（the Roosevelts）
- Theodore Roosevelt, Trailing the Giant Pandas, 1929

3.中山大学川边调查团（1930年-1931年）
（1）海姆（Arnold Heim，1882-1965）
- Arnold Heim, Minya Gongkar, Berlin: Hans Huber Verlag, 1933
- Arnold Heim, The Batholiths of Minya Gongkar and Lamoshe Chinese Tibet, Zurich: Eclogae Geologicae Helveticae, 27(1934)
- Arnold Heim, The Glaciation and Solifluction of Minya Gongkar, The Geographical Journal, Vol.87, No.5 (May 1936), pp. 444-450

（2）英霍夫（Eduard Imhof，1895-1986）
- Imhof, Eduard, Die Großen Kalten Berge von Szechuan, Zürich: Orell Füssli Verlag, 1974
- Eduard Imhof, Der Minya Konka eine geographische Skizze, Geographica Helvetica, 1947(2)

（3）李承三（1899-1967）
- 哈姆著，李承三译：“国立中山大学川边调查团 民国十九年至二十年旅行记略”，收入吴承学主：《中山大学与现代中国学术》[M]，北京：商务印书馆，2014年，页138-145
- 李承三：“西康地质调查旅行记略（一至十四）”[J]，《新民族》，1939年，第3卷，第11期
- 李承三，郭令智：“康定道孚之冰川地形”[J],《地质论评》，1939(01):1-8
- 李承三讲，张兆勋等记：“考察西康之经过”，《边疆问题》，第二期，页2-4

4.西康探险队（1932年）
- Burdsall, Richard L., Men Against the Clouds –the Conquest of Minya Konka, 1935
- Richard L. Burdsall, The Altitude and Location of Minya Konka, Geographical Review, 1934.1
- Richard L. Burdsall, Climbing Mighty Minya Konka, National Geographic Magazine, 1943.5

5.华西边疆研究学会（WCBRS，1922年-1949年）
- 四川大学博物馆编：《华西边疆研究学会杂志 整理影印全本》，霍巍整理，北京：中华书局，2014年

（1）叶长青（James Huston Edgar，1872-1936）
- Edgar, J. H., Notes onthe Mountains about Tatsienlu, The Geographical Journal, Vol.82, No.3 (Sep., 1933) pp.264-267
- J. H. Edgar, Bo Gang Kar or Minya Konka, the Geographical Journal, 1934.10, p.368

6.西康省川边建设运动（1939年-1949年）
（1）刘文辉所办杂志
- 姚乐野编：《<康藏前锋><康藏研究月刊><康导月刊>校勘影印全本》，成都：四川大学出版社，2011年

（2）任乃强（任筱庄，1894-1989）
- 任乃强：《关于木雅贡噶》，收入《康导月刊》，第7-8期，1945年6月
- 任乃强：《任乃强藏学文集》（上、中、下册），北京：中国藏学出版社，2009年

（3）庄学本（1909-1984）
- 庄学本：《西康木雅贡噶雪山游记》，《康导月刊》第二卷，第十、十一期，1944年
- 庄学本：《庄学本全集》，李媚、王璜生、庄文骏编，北京：中华书局，2009年

（4）其他游记
- 李旭旦：《西康贡噶山考察记》，《地理学报》第二卷第一期，1935年
- 王小亭：《王小亭中国游记（第四段）：贡噶雪山：贡噶山游记》，《大众画报》，1934年，第4期，第19-20页

二、中期探险史（1950年至2002年）
1.中华全国总工会登山队（1957年）
- 史占春：《我们征服了世界闻名的高峰》，北京：人民体育出版社，1958年
- Shih Chan-chun, The Second Ascent of Minya Konka – Dedicated to the Four Mountaineers Who Lost Their Lives in This Tussle with Nature, Alpine Journal, 63(1958), pp.194-202

2.开放攀登初期（1980年-1990年）
（1）政府及海螺沟景区资料
- 甘孜藏族自治州泸定县地名领导小组：《四川省甘孜藏族自治州泸定县地名录》，甘孜藏族自治州泸定县地名领导小组编，1986年
- 甘孜藏族自治州康定县地名领导小组：《四川省甘孜藏族自治州康定县地名录》，甘孜藏族自治州康定县地名领导小组编，1986年
- 国家测绘局地名研究所编：《中国地名录——中华人民共和国地图集地名索引》，北京：中国地图出版社，1995年
- 陈富斌等：“泸定县海螺沟旅游资源考察评价报告”，收入陈富斌、郭生淮：《贡嘎山高山生态环境研究》，成都：成都科技大学出版社，1993年，第140-168页

（2）中国科学院第一次青藏高原综合科考
- 蒲健辰编：《中国冰川目录》，兰州：甘肃文化出版社，1994年
- 李吉均、苏珍等：中国科学院青藏高原综合科学考察队，《横断山冰川》，北京：科学出版社，1996年
- 陈建明：《贡嘎山冰川图测绘》，收入钟祥浩编：《青藏高原东缘环境与生态》，成都：四川大学出版社，2002年，第239-246页
- 陈建明、杨长泰，《地面和航空摄影联合测绘贡嘎山冰川图的尝试》，《冰川冻土》，1987年3月
- 苏珍、[苏联]A.B.奥尔洛夫：《中苏联合贡嘎山冰川1990年考察简况》，《冰川冻土》，1991年6月
- 中国科学院地理研究所：《中国地貌文献目录（1855-1958年）》（内部资料），北京：科学出版社，1960年
- 王一婷：《中国地质大学青藏高原登山科考简史》[D]，北京：中国地质大学（北京），2011年

（3）登山报告
- R. Boutellier, Gregor Benisowitsch, Franz Häfliger, Minya Konka Expedition 1981, Akademischer Alpen-Club Zürich Jahresbericht, Vol.85-86, 1980-1981, pp.6-28
- Alpine Journal, 1982, pp. 117-120

3.开放攀登中期（1991年-2002年）
（1）日韩籍攀登者与东北山脊
- ミニヤコンカ初登頂（ナカニシヤ出版）ISBN 978-4888484046
- 生と死のミニャ・コンガ（山と渓谷社）ISBN 978-4635171533
- ミニヤコンカ奇跡の生還（山と渓谷社）ISBN 978-4635047128

三、现代探险史（2003年至今）
1.概况
- 小毛驴0024：《伟大的贡噶》，《山野·中国户外》，2004年5月
- 马德民：《贡嘎秘境》，《山野中国户外》，2004年5月
- 崇幄：《日韩贡嘎东北山脊路线的6次冲击 （第一部分）》，https://www.8264.com/wenzhang/5517385.html （页面存档备份，存于）
- 崇幄：《日韩贡嘎东北山脊路线历时18年的7次冲击 （第二部分）》，https://www.8264.com/wenzhang/5517695.html （页面存档备份，存于）
- 朱镭博：《它是世界最高峰吗？贡嘎山早期探险考察史》，《户外探险Outdoor》，2018年4月刊，第93-99页
- Radium：《为贡嘎正名》，《户外探险Outdoor》，2020年4月刊，第28-43页
- Radium：《关于五色海子山系》，《户外探险Outdoor》

2.探险考察报告
（1）中村保（Tamotsu Nakamura，1934-）
- Tom Nakamura, Minya Konka Massif (including Lamoshe, Lotus Flower Mtns), Asian Alpine E-News, No.10, 2017.8
- Tamotsu Nakamura（Tom Nakamura）, East of the Himalaya: Alps of the Tibet & Beyond Mountain Peak Maps, ナカニシヤ出版, 2015

（2）中国科学院第二次青藏高原综合科考
- Wanqin GUO, Shiyin Liu, Xiaojun Yao, Junli Xu, Donghui SHANGGUAN, Lizong Wu, Jingdong ZHAO, Qiao LIU, Zongli JIANG, Junfeng WEI, Weijia BAO, Pengchun YU, Liangfu DING, Gang LI, Ping LI, Chunmei GE, Yuan WANG. The Second Glacier Inventory Dataset of China (Version 1.0). Cold and Arid Regions Science Data Center at Lanzhou, 2014

3.登山报告
- [1].	Waters, S. (2005), 'New Zealand Unclimbed China Expedition 2004', Japanese Alpine News, 2004(6).
- [2].	Nakamura, T. (2011), 'Daddomain 6,380m-New Route on East Face, Sichuan', Japanese Alpine News.
- [3].	Griffin, L. (2011), 'China, Alpine Style', Climb, 2011(5).
- [4].	Kyong-McClain, J. 'Missionary archaeology on Republican China’s southwestern frontier', The Newsletter 65, p. 4
- [5].	Isserman, Maurice-Continental, (2016), A History of American Mountaineering, W. W. Norton & Company.

四、地图测绘
- 中华人民共和国国家基本地形图（1:100000比例尺），1966年航空摄影，1971年绘制
- 陈建明等：《贡嘎山冰川图》，北京：科学出版社，1985年
- 苏联军用地形图